# Museo Taller Luis Nishizawa
El Museo Taller Luis Nishizawa es un recinto ubicado en el municipio de Toluca, que ocupa una casona que data de finales del siglo XVIII. Lleva el nombre del pintor mexicano Luis Nishizawa  (1918-2014) , quién utilizó el lugar para impartir talleres de pintura. El objetivo principal de este museo es preservar y divulgar las piezas plástica del pintor, que alcanzan casi 800 obras de distintas técnicas. En 1992 fue abierto al público tras el plan de restauración elaborado por el arquitecto Antonio Latapí.

## Salas de exhibición
El museo conserva siete salas de exhibición, tres permanentes y cuatro temporales; además  del centro de investigación Luis Nishizawa y su tiempo, que goza de un acervo de 800 libros relacionados al arte, dispuestos al servicio de investigadores y público en general. Las salas son empleadas para la realización de conciertos, ponencias y talleres de artes plásticas.

### Salas permanentes
- Sala 1: 36.55 m²
- Sala 5: 73 m²
- Sala 6: 55.82 m²
- Sala 7: 46 m²

### Salas temporales
- Sala 2: 52 m²
- Sala 3: 12.15 m²
- Sala 4 (MOA): 44 m²